# Кайманови гущери
Каймановите гущери (Dracaena) са род влечуги от семейство Камшикоопашати гущери (Teiidae).
Таксонът е описан за пръв път от Франсоа Мари Доден през 1802 година.

## Видове
- Dracaena guianensis – Каймански гущер
- Dracaena paraguayensis